# یاشنگن دوژه
یاشنگن دوژه (به لاتین: Jasienin Duży) یک روستا در لهستان است که در گمینا یژوو واقع شده‌است.